# Hjelmelandsvågen
Hjelmelandsvågen è un villaggio della Norvegia, situato nella municipalità di Hjelmeland, nella contea di Rogaland.